# 44号州际公路
44号州际公路（英語：Interstate 44）是一条东西方向的州际公路。该公路连接了密苏里州圣路易斯和德克萨斯州威奇托福尔斯，全长663.79英里。